# Lijst van deelnemers aan het Junior Eurovisiesongfestival
Hieronder ziet u een lijst van alle deelnemers aan het Junior Eurovisiesongfestival die ooit hebben deelgenomen. Ze staan gerangschikt op eerste tot laatste optreden per show. De winnaars per jaar zijn dikgedrukt.

## 2003
- 001.  Griekenland: Nicolas Ganopoulos – Φίλοι για πάντα / Fili gia panta
- 002.  Kroatië: Dino Jelusić – Ti Si Moja Prva Ljubav
- 003.  Cyprus: Theodora Raftis – Εφχί / Efhi
- 004.  Wit-Rusland: Volha Satsoek – Танцуй / Tantsoej
- 005.  Letland: Dzintars Čiča – Tu esi vasarã
- 006.  Noord-Macedonië: Marija & Viktorija – Ти не ме познаваш / Ti Ne me Poznavaš
- 007.  Polen: Kasia Zurawik – Coś Mnie Nosi
- 008.  Noorwegen: 2U – Sinnsykt Gal Forelsket
- 009.  Spanje: Sergio – Desde El Cielo
- 010.  Roemenië: Bubu – Tobele Sunt Viata Mea
- 011.  België: X!NK – De Vriendschapsband
- 012.  Verenigd Koninkrijk: Tom Morley – My Song For The World
- 013.  Denemarken: Anne Gadegaard – Arabiens Drøm
- 014.  Zweden: The Honeypies – Stoppa Mig
- 015.  Malta: Sarah Harrison – Like A Star
- 016.  Nederland: Roel Felius – Mijn Ogen Zeggen Alles

## 2004
- 017.  Griekenland: Secret Band – Ο Παλιος Μου Εαυτος / O Palios Mou Eaftos
- 018.  Malta: Young Talent Team – Power Of A Song
- 019.  Nederland: Klaartje en Nicky – Hij Is Een Kei
- 020.  Zwitserland: Demis Mirarchi – Birichino
- 021.  Noorwegen: @lek – En Stjerne Skal Jeg Bli
- 022.  Frankrijk: Thomas Pontier – Si On Voulait Bien
- 023.  Noord-Macedonië: Martina Siljanovska – Zabava
- 024.  Polen: KWADro – Łap Życie
- 025.  Cyprus: Marios Tofi – Ονειρα / Onira
- 026.  Wit-Rusland: Egor Valtsjok – Спявайце Са Мною / Spjavajtse Sa Mnojoe
- 027.  Kroatië: Nika Turković – Hej Mali
- 028.  Letland: Mārtiņš Tālbergs & C-Stones Juniors – Balts Vai Melns
- 029.  Verenigd Koninkrijk: Cory Spedding – The Best Is Yet To Come
- 030.  Denemarken: Cool Kids – Pigen er min
- 031.  Spanje: María Isabel – Antes Muerta Que Sencilla
- 032.  Zweden: Limelights – Varför jag?
- 033.  België: Free Spirits – Accroche-Toi
- 034.  Roemenië: Noni Răzvan Ene – Îţį Mulţumesc

## 2005
- 035.  Griekenland: Alexandros Chountas and Kalli Georellis – Τώρα Είναι Η Σειρά Μας / Tóra Eínai I Seirá Mas
- 036.  Denemarken: Nicolai Kielstrup – Shake Shake Shake
- 037.  Kroatië: Lorena Jelusić – Rock Baby
- 038.  Roemenië: Alina Eremia – Turai
- 039.  Verenigd Koninkrijk: Joni Fuller – How Does It Feel?
- 040.  Zweden: M+ – Gränslös Kärlek
- 041.  Rusland: Vlad Kroetskich & Street Magic – Дорога К Солнцу / Doroga K Solntsoe
- 042.  Noord-Macedonië: Denis Dimoski – Rodendenski Baknež
- 043.  Nederland: Tess Gaerthé – Stupid
- 044.  Servië en Montenegro: Filip Vučić – Љубав Па Фудбал / Ljubav Pa Fudbal
- 045.  Letland: Kids4Rock – Es Esmu Maza, Jauka Meitene
- 046.  België: Lindsay Daenen – Mes Rêves
- 047.  Malta: Thea & Friends – Make It Right!
- 048.  Noorwegen: Malin Reitan – Sommer og Skolefri
- 049.  Spanje: Antonio José – Te Traigo Flores
- 050.  Wit-Rusland: Ksenia Sitnik – Мы Вместе / My Vmeste

## 2006
- 051.  Portugal: Pedro Madeira – Deixa-Me Sentir
- 052.  Cyprus: Luis Panagiotou & Christina Christofi – Αγόρια Κορίτσια / Agória Korítsia
- 053.  Nederland: Kimberly Nieuwenhuis – Goed
- 054.  Roemenië: New Star Music – Povestea Mea
- 055.  Oekraïne: Nazar Sljoesartsjoek – Chloptsjyk Rock-'n-roll
- 056.  Spanje: Dani – Te Doy Mi Voz
- 057.  Servië: Neustrašivi Učitelji Stranih Jezika – Учимо Стране Језике / Učimo Strane Jezike
- 058.  Malta: Sophie – Extra Cute
- 059.  Noord-Macedonië: Zana Aliu – Vljubena
- 060.  Zweden: Molly Sandén – Det Finaste Någon Kan Få
- 061.  Griekenland: Chloe Boleti – Δεν Πειράζει / Den Peirázei
- 062.  Wit-Rusland: Andrey Kunets – Новый день / Novyĭ denʹ
- 063.  België: Thor! – Een Tocht Door Het Donker
- 064.  Kroatië: Mateo Đido – Lea
- 065.  Rusland: Masja & Nastya Tolmatsjeva – Весна Джаз / Vesna Dzhaz

## 2007
- 066.  Georgië: Mariam Romelasjvili – Odelia Ranuni
- 067.  België: Trust – Anders
- 068.  Armenië: Arevik – Erazanq
- 069.  Cyprus: Yiorgos Ioannides – Ι Μουσική Δίνει Φτερά / I Mousikí Dínei Fterá
- 070.  Portugal: Jorge Leiria – Só quero é cantar
- 071.  Rusland: Aleksandra Golovtsjenko – Отличница / Otlitsjnitsa
- 072.  Roemenië: 4Kids – Sha la la
- 073.  Bulgarije: Bon-Bon – Бонболандия / Bonbolandiya
- 074.  Servië: Nevena Bozovic – Пиши ми / Piši mi
- 075.  Nederland: Lisa, Amy & Shelley – Adem in, Adem uit
- 076.  Noord-Macedonië: Rosica Kulakova & Dimitar Stojmenovski – Ding Ding Dong
- 077.  Oekraïne: Ilona Halitska – Урок Гламуру / Oerok Glamoeroe
- 078.  Zweden: Frida Sandén – Nu Eller Aldrig
- 079.  Malta: Cute – Music
- 080.  Griekenland: Made in Greece – Καπου Μπερδευτηκα / Kapou Berdeftika
- 081.  Litouwen: Lina Joy – Kai Miestas Snaudžia
- 082.  Wit-Rusland: Aleksej Zjigalkovitsj – С Друзьями / S Droezʹyami

## 2008
- 083.  Roemenië: Madalina Lefter & Andrada Popa – Salvaţi Planeta
- 084.  Armenië: Monika Manucharova – Im Ergi Hnchyune
- 085.  Wit-Rusland: Dasja Nadina, Karina Zjoekovitsj en Alina Molosj – Сердце Беларуси / Serdtse Belaroesi
- 086.  Rusland: Michail Poentov – Спит Ангел / Spit Angel
- 087.  Griekenland: Niki Yiannouchou – Κάποια Νύχτα / Kápoia Nýchta
- 088.  Georgië: Bzikebi – Bzz
- 089.  België: Oliver – Shut Up!
- 090.  Bulgarije: Kristiyana Krasteva & Patilantsi – Една Мечта / Edna Mechta
- 091.  Servië: Maja Mazic – Увек Кад У Небо Погледам / Uvek Kad U Nebo Pogledam
- 092.  Malta: Daniel Testa – Junior Swing
- 093.  Nederland: Marissa – 1 dag
- 094.  Oekraïne: Viktoria Petrik – Матросы / Matrosy
- 095.  Litouwen: Eglė Jurgaitytė – Laiminga diena
- 096.  Noord-Macedonië: Bobby Andonov – Prati Mi SMS
- 097.  Cyprus: Elena Mannouri & Charis Savva – Γιούπι Για! / Gioúpi Gia!

## 2009
- 098.  Zweden: Mimmi Sandén – Du
- 099.  Rusland: Ekaterina Ryabova – Маленький принц / Malenʹki prints
- 100.  Armenië: Luara Hayrapetyan – Barcelona
- 101.  Roemenië: Ioana Bianca Anuţa – Ai puterea în mâna ta
- 102.  Servië: Ništa lično – Онај прави / Onaj pravi
- 103.  Georgië: Group Princesses – Lurji prinveli
- 104.  Nederland: Ralf Mackenbach – Click clack
- 105.  Cyprus: Rafaella Kosta – Θάλασσα, Ήλιος, Αέρας, Φωτιά / Thálassa, Ílios, Aéras, Fotiá
- 106.  Malta: Francesca & Mikaela – Double Trouble
- 107.  Oekraïne: Andranik Aleksanjan – Try topoli, try soermy
- 108.  België: Laura – Zo verliefd
- 119.  Wit-Rusland: Joeri Demidovitsj – Волшебный кролик / Volshebnyĭ Krolik
- 110.  Noord-Macedonië: Sara Markovska – Za Ljubovta

## 2010
- 111.  Litouwen: Bartas – Oki doki
- 112.  Moldavië: Ștefan Roșcovan – Ali Baba
- 113.  Nederland: Senna & Anna – My Family
- 114.  Servië: Sonja Škorić – Čarobna noć
- 115.  Oekraïne: Joelia Goerska – Miy̆ Litak
- 116.  Zweden: Josefine Ridell – Allt jag vill ha
- 117.  Rusland: Sasja Lazin & Liza Drozd – Boy and girl
- 118.  Letland: Šarlote – Viva la dance
- 119.  België: Jill & Lauren – Get up!
- 120.  Armenië: Vladimir Arzumanyan – Mama
- 121.  Malta: Nicole Azzopardi – Knock knock, boom boom
- 122.  Wit-Rusland: Daniil Kozlov – Музыки свет / Moezyki svet
- 123.  Georgië: Mariam Kakhelishvili – Mari-Dari
- 124.  Noord-Macedonië: Anja Veterova – Eooo, Eooo

## 2011
- 125.  Rusland: Ekaterina Ryabova – Kak Romeo i Dzjoelyetta
- 126.  Letland: Amanda Bašmakova – Mēness suns
- 127.  Moldavië: Lerika – No, no
- 128.  Armenië: Dalita – Welcome to Armenia
- 129.  Bulgarije: Ivan Ivanov – Supergeroy
- 130.  Litouwen: Paulina Skrabytė – Debesys
- 131.  Oekraïne: Kristall – Evropa
- 132.  Noord-Macedonië: Dorijan Dlaka – Zhimi ovoj frak
- 133.  Nederland: Rachel – Teenager
- 134.  Wit-Rusland: Lidia Zabolotskaya – Angely dobra
- 135.  Zweden: Erik Rapp – Faller
- 136.  Georgië: Candy – Candy music
- 137.  België: Femke – Een kusje meer

## 2012
- 138.  Wit-Rusland: Egor Zjesjko – A more-more
- 139.  Zweden: Lova Sönnerbo – Mitt Mod
- 140.  Azerbeidzjan: Omar Sultanov & Suada Alekperova – Girls & Boys
- 141.  België: Fabian Feyaerts – Abracadabra
- 142.  Rusland: Lerika – Sensatsiya
- 143.  Israël: Kids.il – Let The Music Win
- 144.  Albanië: Igzidora Gjeta – Kam Një Këngë Vetëm Për Ju
- 145.  Armenië: Compass Band – Sweetie Baby
- 146.  Oekraïne: Anastasiya Petryk – Nebo
- 147.  Georgië: The Funkids – Funky Lemonade
- 148.  Moldavië: Denis Midone – Toate vor fi
- 149.  Nederland: Femke: Tik Tak Tik

## 2013
- 150.  Zweden: Eliias – Det är dit vi ska
- 151.  Azerbeidzjan: Rustam Karimov – Me and My Guitar
- 152.  Armenië: Monica Avanesyan – Choco Factory
- 153.  San Marino: Michele Perniola – O-o-O Sole intorno a me
- 154.  Noord-Macedonië: Barbara Popović – Ohrid i muzika
- 155.  Oekraïne: Sofia Tarasova – We Are One
- 156.  Wit-Rusland: Ilya Volkov – Poy so mnoy
- 157.  Moldavië: Rafael Bobeica – Cum să fim
- 158.  Georgië: The Smile Shop – Give Me Your Smile
- 159.  Nederland: Mylène & Rosanne – Double Me
- 160.  Malta: Gaia Cauchi – The Start
- 161.  Rusland: Dayana Kirillova – Mechtay

## 2014
- 162.  Wit-Rusland: Nadezhda Misyakova – Sokal
- 163.  Bulgarije: Krisia, Hasan & Ibrahim – Planet of the Children
- 164.  San Marino: The Peppermints – Breaking My Heart
- 165.  Kroatië: Josie – Game Over
- 166.  Cyprus: Sophia Patsalides – I pio omorfi mera
- 167.  Georgië: Lizi Pop – Happy Day
- 168.  Zweden: Julia Kedhammar – Du är inte ensam
- 169.  Oekraïne: Sympho-Nick – Spring Will Come
- 170.  Slovenië: Ula Ložar – Nisi sam
- 171.  Montenegro: Maša Vujadinović & Lejla Vulić – Budi dijete na jedan dan
- 172.  Italië: Vincenzo Cantiello – Tu primo grande amore
- 173.  Armenië: Betty – People of the Sun
- 174.  Rusland: Alisa Kozhikina – Dreamer
- 175.  Servië: Emilija Đonin – Svet u mojim očima
- 176.  Malta: Federica Falzon – Diamonds
- 177.  Nederland: Julia – Around

## 2015
- 178.  Servië: Lena Stamenković – Lenina pesma
- 179.  Georgië: The Virus – Gabede
- 180.  Slovenië: Lina Kuduzović – Prva ljubezen
- 181.  Italië: Chiara & Martina – Viva
- 182.  Nederland: Shalisa – Million Lights
- 183.  Australië: Bella Paige – My Girls
- 184.  Ierland: Aimee Banks – Réalta na Mara
- 185.  Rusland: Mikhail Smirnov – Mechta (Dream)
- 186.  Noord-Macedonië: Ivana Petkovska & Magdalena Aleksovska – Pletenka (Braid of Love)
- 187.  Wit-Rusland: Ruslan Aslanov – Volshebstvo (Magic)
- 188.  Armenië: Mika – Love
- 189.  Oekraïne: Anna Trincher – Pochny z sebe (Start with Yourself)
- 190.  Bulgarije: Gabriela Yordanova & Ivan Stoyanov – Colour of Hope
- 191.  San Marino: Kamilla Ismailova – Mirror
- 192.  Malta: Destiny Chukunyere – Not My Soul
- 193.  Albanië: Mishela Rapo – Dambaje
- 194.  Montenegro: Jana Mirković – Oluja

## 2016
- 195.  Ierland: Zena Donnelly – Bríce ar bhríce
- 196.  Armenië: Anahit Adamian & Mary Vardanian – Տարբեր / Tarber
- 197.  Albanië: Klesta Qehaja – Besoj
- 198.  Rusland: Water of Life Project – Water of Life
- 199.  Malta: Christina Magrin – Parachute
- 200.  Bulgarije: Lidia Ganeva – Valsjeben den
- 201.  Noord-Macedonië: Martija Stanojković – Love Will Lead Our Way
- 202.  Polen: Olivia Wieczorek – Nie zapomnij
- 203.  Wit-Rusland: Aleksander Minjonok – Музыка моих побед / Musyka moikh pobed
- 204.  Oekraïne: Sofia Rol – Planet Craves for Love
- 205.  Italië: Fiamma Boccia – Cara mamma
- 206.  Servië: Dunja Jeličić – У ла ла ла / U la la la
- 207.  Israël: Shir & Time – Follow My Heart
- 208.  Australië: Alexa Curtis – We Are
- 209.  Nederland: Kisses – Kisses and Dancin'
- 210.  Cyprus: George Michaelides – Dance Floor
- 211.  Georgië: Mariam Mamadasjvili – მზეო / Mzeo

## 2017
- 212.  Cyprus Nicole Nicolau – I Wanna Be a Star
- 213.  Polen Alicja Rega – Mój dom
- 214.  Nederland FOURCE – Love Me
- 215.  Armenië Misha – Boomerang
- 216.  Wit-Rusland Helena Meraai – Я самая / Ya samaya
- 217.  Portugal Mariana Venâncio – Youtuber
- 218.  Ierland Muireann McDonnell – Súise glasa
- 219.  Noord-Macedonië Mina Blažev – Dancing Through Life
- 220.  Georgië Grigol Kipshidze – გულის ხმა / Gulis khma
- 221.  Albanië Ana Kodra – Don't Touch My Tree
- 222.  Oekraïne Anastasiya Baginska – Не зупиняй / Ne zupyniay
- 223.  Malta Gianluca Cilia – Dawra Tond
- 224.  Rusland Polina Bogoesevitsj – Крылья / Krylya
- 225.  Servië Irina Brodić & Jana Paunović – Цео свет је наш / Ceo svet je naš
- 226.  Australië Isabella Clarke – Speak Up
- 227.  Italië Maria Iside Fiore – Scelgo

## 2018
- 228.  Oekraïne Darina Krasnovetska – Say Love
- 229.  Portugal Rita Laranjeira – Gosto de tudo (Já não gosto de nada)
- 230.  Kazachstan Daneliya Tuleshova – Өзіңе сен / Özinge sen
- 231.  Albanië Efi Gjika – Barbie
- 232.  Rusland Anna Filiptsjoek – Непобедимы / Nepobedimy
- 233.  Nederland Max Albertazzi & Anne Buhre – Samen
- 234.  Azerbeidzjan Fidan Hüseynova – I Wanna Be like You
- 235.  Wit-Rusland Daniel Jastremisky – Time
- 236.  Ierland Taylor Hynes – I.O.U.
- 237.  Servië Bojana Radovanović – Свет / Svet
- 238.  Italië Melissa & Marco – What Is Love
- 239.  Australië Jael Wena – Champion
- 240.  Georgië Tamar Edilashvili – Your Voice
- 241.  Israël Noam Dadon – Children Like These
- 242.  Frankrijk Angélina Nava – Jamais sans toi
- 243.  Noord-Macedonië Marija Spasovska – Дома / Doma
- 244.  Armenië Levon Galstyan – L.E.V.O.N.
- 245.  Wales Manw Lili Robin – Perta
- 246.  Malta Ela Mangion – Marchin' On
- 247.  Polen Roksana Węgiel – Anyone I Want to Be

## 2019
- 248.  Australië Jordan Anthony – We Will Rise
- 249.  Frankrijk Carla Lazzari – Bim bam toi
- 250.  Rusland Tatyana Mezhentseva & Denberel Oorzhak – Время для нас / Vremya dlya nas
- 251.  Noord-Macedonië Mila Moskov – Fire
- 252.  Spanje Melani García – Marte
- 253.  Georgië Giorgi Rostiashvili – We Need Love
- 254.  Wit-Rusland Liza Misnikova – Пепельный / Pepelny
- 255.  Malta Eliana Gomez Blanco – We Are More
- 256.  Wales Erin Mai – Calon yn Curo
- 257.  Kazachstan Yerzhan Maksim – Арманыңнан қалма / Armanyńnan qalma
- 258.  Polen Viki Gabor – Superhero
- 259.  Ierland Anna Kearney – Banshee
- 260.  Oekraïne Sophia Ivanko – The Spirit of Music
- 261.  Nederland Matheu Hinzen – Dans met jou
- 262.  Armenië Karina Ignatian – Colours of Your Dream
- 263.  Portugal Joana Almeida – Vem comigo
- 264.  Italië Marta Viola – La voce della terra
- 265.  Albanië Isea Çili – Mikja ime fëmijëri
- 266.  Servië Darija Vračević – Подигни глас / Podigni glas

## 2020
- 267.  Duitsland Susan Oseloff – Stronger with You
- 268.  Kazachstan Karakat Bashanova – Forever
- 269.  Nederland UNITY – Best Friends
- 270.  Servië Petar Aničić – Heartbeat
- 271.  Wit-Rusland Arina Pehtereva – Aliens
- 272.  Polen Ala Tracz – I'll Be Standing
- 273.  Georgië Sandra Gadelia – You Are Not Alone
- 274.  Malta Chanel Monseigneur – Chasing Sunsets
- 275.  Rusland Sofia Kesfova – Мой новый день / Moy novyy den
- 276.  Spanje Soleá – Palante
- 277.  Oekraïne Oleksandr Balabanov – Відкривай / Vidkryvai
- 278.  Frankrijk Valentina Tronel – J'imagine

## 2021
- 279.  Duitsland Pauline Steinmüller – Imagine Us
- 280.  Georgië Niko Kajaia – Let's Count the Smiles
- 281.  Polen Sara Egwu-James – Somebody
- 282.  Malta Ike & Kaya – My Home
- 283.  Italië Elisabetta Lizza – Specchio
- 284.  Bulgarije Denislava & Martin – Voice of Love
- 285.  Rusland Tatyana Mezhentseva – Mon ami
- 286.  Ierland Maiú Levi Lawlor – Saor
- 287.  Armenië Maléna – Քամի Քամի / Qami Qami
- 288.  Kazachstan Alinur & Beknur – Ертегі әлемі / Ertegi alemi
- 289.  Albanië Anna Gjebrea – Stand by You
- 290.  Oekraïne Olena Usenko – Важіль / Vazhil
- 291.  Frankrijk Enzo Hilaire – Tic Tac
- 292.  Azerbeidzjan Sona Azizova – One of Those Days
- 293.  Nederland Ayana Voss – またすぐ会おうね / Mata sugu aō ne
- 294.  Spanje Levi Díaz – Reír
- 295.  Servië Jovana & Dunja – Очи Детета / Oči deteta
- 296.  Noord-Macedonië Dajte Muzika – Green Forces
- 297.  Portugal Simão Oliveira – O rapaz